# Ni Freud ni tu mamá
"Ni Freud, Ni Tu Mamá" é uma canção da cantora e compositora mexicana, Belinda, gravada para o seu segundo álbum de estúdio intitulado Utopía (2006). A canção foi lançada como primeiro single do álbum em 19 de setembro de 2006.O single também ganhou uma versão em inglês, chamada If We Were.

## Videoclipe
O videoclipe foi dirigido por Scott Speer.Belinda se encontra em um cenário urbano submarino, no que parece ser uma tempestade.Ela olha para um rapaz(Drew Seeley) ele olha de volta, mas ela desvia o olhar.Depois, ela parece nadar e flutuar no ar e ele a observa.Há partes em que ela aparece cantando com sua banda.No final, ela dança na chuva com alguns dançarinos, entre eles Raven-Symone (amiga de Belinda e protagonista de The Cheetah Girls 2, filme que também foi estrelado por Belinda).O rapaz se aproxima dela e de Raven, mas as duas o rejeitam.

## Lista de faixas
| Download digital |                        |                                                    |         |  |
| N.º              | Título                 | Compositor(es)                                     | Duração |  |
| 1.               | "Ni Freud, Ni Tu Mamá" | Belinda, Nacho Peregrín, Greg Wells, Shelly Peiken | 3:24    |  |

## Desempenho nas tabelas musicais

### Posições
| Parada musical (2012)             | Melhor posição |
| --------------------------------- | -------------- |
| Estados Unidos – Latin Songs      | 16             |
| Estados Unidos – Latin Pop Songs  | 31             |
| Estados Unidos – Hot Latin Tracks | 38             |